# Захаровська (Верховазький район)
Заха́ровська (рос. Захаровская) — присілок у складі Верховазького району Вологодської області, Росія. Входить до складу Морозовського сільського поселення.

## Населення
Населення — 25 осіб (2010; 39 у 2002).
Національний склад (станом на 2002 рік):
- росіяни — 97 %